# Kedar Williams-Stirling
Kedar Williams-Stirling (født 4. december 1994 i Manchester, England) er en engelsk skuespiller.

## Filmografi

### Film
| År   | Titel                | Rolle   |
| ---- | -------------------- | ------- |
| 2010 | Shank                | Junior  |
| 2011 | Drink, Drugs and KFC | Nathan  |
| 2013 | You Are Me           | Dan     |
| 2014 | Montana              | Lorenzo |
| 2016 | Elderflower          | Tony    |
| 2018 | Two Graves           | Barry   |
| 2019 | Changeland           | Marc    |

### TV
| År        | Titel              | Rolle             |
| --------- | ------------------ | ----------------- |
| 2007      | The Bill           | Adie Mazvidza     |
| 2008      | Silent Witness     | Levi Harris       |
| 2009      | Doctors            | Richard Cole      |
| 2012–2014 | Wolfblood          | Tom Okanawe       |
| 2013      | School for Stars   | Ham selv (Elev)   |
| 2014      | Officially Amazing | Ham selv          |
| 2015      | Ultimate Brain     | Ham selv          |
| 2016      | Roots              | Sitafa            |
| 2017      | Death in Paradise  | Torey Martin      |
| 2017      | Will               | Owen              |
| 2019–2023 | Sex Education      | Jackson Marchetti |